# XCL2
XCL2, hemokin (C motiv) ligand 2, je mali citokin koji pripada XC hemokin familiji. On je u velikoj meri sličan XCL1 hemokinu. On je predominantno izražen u aktiviranim T ćelijama, ali se može takođe može naći u niskim koncentracijama u nestimulisanim ćelijama. XCL2 inducira hemotaksu ćelija koje izražavaju hemokin receptor XCR1. Njegov gen je lociran na hromozomu 1 kod ljudi.